# حوزه انتخابیه تهران، ری، شمیرانات، اسلامشهر و پردیس
حوزهٔ انتخابیه تهران، ری، شمیرانات، اسلامشهر و پردیس یکی از حوزه‌های انتخابیه استان تهران برای انتخابات مجلس شورای اسلامی است. این حوزه به مرکزیت تهران دارای ۳۰ نمایندهٔ است.
این حوزه انتخابیه دارای بیشترین تعداد نمایندهٔ در مجلس شورای اسلامی و مهم‌ترین حوزهٔ انتخابیه در مجلس است. در بیشتر دوره‌های مجلس، رئیس مجلس شورای اسلامی یکی از نمایندگان این حوزه انتخابیه بوده است.

## پیشینه
در جدول حوزه‌های انتخاباتی مصوبهٔ ۱۳۵۸ شورای انقلاب این حوزه «تهران و ری و شمیران» نام داشت که این نامگذاری همچنان در سال ۱۳۶۶ نیز تکرار شد ولی در مرزبندی جدید سال ۱۳۷۴ مجلس چهارم با جدا شدن شهرستان اسلامشهر از شهرستان ری، به «تهران و ری و اسلامشهر و شمیرانات» تغییر نام داد و در سال ۱۳۷۸نیز همین نام برای آن در نظر گرفته شد.
در سال ۱۳۹۱ نیز شهرستان پردیس از جدا شدن قسمتی از بخش مرکزی شهرستان تهران تشکیل شد.
تعداد نمایندگان این حوزه در مجلس شورای اسلامی از آغاز ۳۰ نماینده بوده است.

## وضعیت فعلی
طبق تقسیمات کشوری کنونی وضعیت حوزه بدین شرح است:
| شهرستان  | بخش‌ها                                   | جمیعت (۱۳۹۰) |
| -------- | --------------------------------------- | ------------ |
| تهران    | شهر تهران (مرکز حوزه)، مرکزی، کن، آفتاب | ۸٬۲۹۳٬۱۴۰    |
| شمیرانات | شهر تجریش، لواسانات، رودبار قصران       | ۴۴٬۰۶۱       |
| اسلامشهر | شهر اسلامشهر، مرکزی، چهاردانگه          | ۴۸۵٬۶۸۸      |
| ری       | شهر ری، مرکزی، کهریزک، فشاپویه          | ۳۱۹٬۳۰۵      |
| پردیس    | پردیس، بومهن، جاجرود                    | -            |

## نمایندگان

### مجلس اول
| ر                   | نماینده                    | فهرست اصلی | فهرست اصلی   |
| ------------------- | -------------------------- | ---------- | ------------ |
| ↓ منتخبان دور اول ↓ |                            |            |              |
| ۱                   | فخرالدین حجازی             |            | ائتلاف بزرگ  |
| ۲                   | حسن حبیبی                  |            | گروه همنام   |
| ۳                   | مهدی بازرگان               |            | گروه همنام   |
| ۴                   | علی‌اکبر معین‌فر             |            | گروه همنام   |
| ۵                   | سید علی خامنه‌ای            |            | ائتلاف بزرگ  |
| ۶                   | محمدجواد حجتی کرمانی       |            | ائتلاف بزرگ  |
| ۷                   | محمدجواد باهنر             |            | ائتلاف بزرگ  |
| ۸                   | سید حسن آیت                |            | ائتلاف بزرگ  |
| ۹                   | هادی غفاری                 |            | ائتلاف بزرگ  |
| ۱۰                  | علی گلزاده غفوری           |            | دفتر هماهنگی |
| ۱۱                  | سید محمد موسوی خوئینی‌ها    |            | ائتلاف بزرگ  |
| ۱۲                  | محمدعلی رجایی              |            | ائتلاف بزرگ  |
| ۱۳                  | علی‌اکبر ناطق نوری          |            | ائتلاف بزرگ  |
| ۱۴                  | اکبر هاشمی رفسنجانی        |            | ائتلاف بزرگ  |
| ۱۵                  | ابراهیم یزدی               |            | گروه همنام   |
| ۱۶                  | اعظم طالقانی               |            | دفتر هماهنگی |
| ۱۷                  | مصطفی چمران                |            | گروه همنام   |
| ۱۸                  | عزت‌الله سحابی              |            | گروه همنام   |
| ↓ منتخبان دور دوم ↓ |                            |            |              |
| ۱۹                  | محسن مجتهد شبستری          |            | ائتلاف بزرگ  |
| ۲۰                  | گوهرالشریعه دستغیب         |            | ائتلاف بزرگ  |
| ۲۱                  | علی‌اکبر ولایتی             |            | ائتلاف بزرگ  |
| ۲۲                  | کاظم سامی                  |            | جاما         |
| ۲۳                  | یدالله سحابی               |            | گروه همنام   |
| ۲۴                  | سید محمدباقر حسینی لواسانی |            | ائتلاف بزرگ  |
| ۲۵                  | محمدعلی هادی نجف‌آبادی      |            | ائتلاف بزرگ  |
| ۲۶                  | حبیب‌الله عسگراولادی        |            | ائتلاف بزرگ  |
| ۲۷                  | عبدالمجید معادیخواه        |            | ائتلاف بزرگ  |
| ۲۸                  | سید محمدکاظم موسوی بجنوردی |            | ائتلاف بزرگ  |
| ۲۹                  | هاشم صباغیان               |            | گروه همنام   |
| ۳۰                  | مهدی شاه‌آبادی              |            | ائتلاف بزرگ  |

| ر | نماینده         | فهرست اصلی | فهرست اصلی  |
| - | --------------- | ---------- | ----------- |
| ۱ | عباس شیبانی     |            | ائتلاف بزرگ |
| ۲ | سید محمود دعایی |            | ائتلاف بزرگ |
| ۳ | مریم بهروزی     |            | ائتلاف بزرگ |
| ۴ | سعید امانی      |            | ائتلاف بزرگ |

| ر | نماینده         | فهرست اصلی | فهرست اصلی  |
| - | --------------- | ---------- | ----------- |
| ۱ | عاتقه صدیقی     |            | ائتلاف بزرگ |
| ۲ | سید رضا زواره‌ای |            | ائتلاف بزرگ |
| ۳ | حسین کمالی      |            | ائتلاف بزرگ |

| ر | نماینده          | فهرست اصلی | فهرست اصلی  |
| - | ---------------- | ---------- | ----------- |
| ۱ | احمد مولایی      |            | ائتلاف بزرگ |
| ۲ | علی‌اکبر پوراستاد |            | ائتلاف بزرگ |
| ۳ | محمدهاشم رهبری   |            | ائتلاف بزرگ |
| ۴ | سید تقی خاموشی   |            | ائتلاف بزرگ |

### مجلس چهارم
| ر                   | نماینده                 | فهرست اصلی | فهرست اصلی    |
| ------------------- | ----------------------- | ---------- | ------------- |
| ↓ منتخبان دور اول ↓ |                         |            |               |
| ۱                   | سید علی‌اکبر موسوی حسینی |            | روحانیت مبارز |
| ۲                   | سید علی‌اکبر ابوترابی‌فرد |            | روحانیت مبارز |
| ↓ منتخبان دور دوم ↓ |                         |            |               |
| ۳                   | عباس شیبانی             |            | روحانیت مبارز |
| ۴                   | محمدجواد لاریجانی       |            | روحانیت مبارز |
| ۵                   | سید محسن یحیوی          |            | روحانیت مبارز |
| ۶                   | محمدرضا باهنر           |            | روحانیت مبارز |
| ۷                   | علی‌اکبر ناطق نوری       |            | روحانیت مبارز |
| ۸                   | سید محمود دعایی         |            | روحانیت مبارز |
| ۹                   | محمدعلی موحدی کرمانی    |            | روحانیت مبارز |
| ۱۰                  | سعید رجائی خراسانی      |            | روحانیت مبارز |
| ۱۱                  | حسن روحانی              |            | روحانیت مبارز |
| ۱۲                  | علی عباسپور طهرانی فرد  |            | روحانیت مبارز |
| ۱۳                  | نفیسه فیاض‌بخش           |            | روحانیت مبارز |
| ۱۴                  | محسن مجتهد شبستری       |            | روحانیت مبارز |
| ۱۵                  | سید علینقی خاموشی       |            | روحانیت مبارز |
| ۱۶                  | عباسعلی عمید زنجانی     |            | روحانیت مبارز |
| ۱۷                  | مریم بهروزی             |            | روحانیت مبارز |
| ۱۸                  | پروین سلیحی             |            | روحانیت مبارز |
| ۱۹                  | سید مرتضی نبوی          |            | روحانیت مبارز |
| ۲۰                  | سید شهاب‌الدین صدر       |            | روحانیت مبارز |
| ۲۱                  | مرضیه وحید دستجردی      |            | روحانیت مبارز |
| ۲۲                  | قربانعلی دری نجف‌آبادی   |            | روحانیت مبارز |
| ۲۳                  | منیره نوبخت             |            | روحانیت مبارز |
| ۲۴                  | سید علی غیوری           |            | روحانیت مبارز |
| ۲۵                  | محمدکاظم سیفیان         |            | روحانیت مبارز |
| ۲۶                  | حبیب‌الله عسگراولادی     |            | روحانیت مبارز |
| ۲۷                  | سید رضا تقوی            |            | روحانیت مبارز |
| ۲۸                  | محمدهاشم رهبری          |            | روحانیت مبارز |
| ۲۹                  | علی موحدی ساوجی         |            | روحانیت مبارز |
| ۳۰                  | محمود صابر همیشگی       |            | روحانیت مبارز |

### مجلس پنجم
| ر                   | نماینده                 | فهرست اصلی | فهرست اصلی    |
| ------------------- | ----------------------- | ---------- | ------------- |
| ↓ منتخبان دور اول ↓ |                         |            |               |
| ۱                   | علی‌اکبر ناطق نوری       |            | روحانیت مبارز |
| ۲                   | فائزه هاشمی رفسنجانی    |            | کارگزاران     |
| ↓ منتخبان دور دوم ↓ |                         |            |               |
| ۳                   | سید علی‌اکبر ابوترابی‌فرد |            | روحانیت مبارز |
| ۴                   | عباس شیبانی             |            | روحانیت مبارز |
| ۵                   | مرضیه وحید دستجردی      |            | روحانیت مبارز |
| ۶                   | محمدرضا باهنر           |            | روحانیت مبارز |
| ۷                   | سید علی‌اکبر موسوی حسینی |            | روحانیت مبارز |
| ۸                   | حسن غفوری‌فرد            |            | روحانیت مبارز |
| ۹                   | محسن مجتهد شبستری       |            | روحانیت مبارز |
| ۱۰                  | محمدعلی موحدی کرمانی    |            | روحانیت مبارز |
| ۱۱                  | نفیسه فیاض‌بخش           |            | روحانیت مبارز |
| ۱۲                  | قربانعلی دری نجف‌آبادی   |            | روحانیت مبارز |
| ۱۳                  | سید محسن یحیوی          |            | روحانیت مبارز |
| ۱۴                  | حسن روحانی              |            | روحانیت مبارز |
| ۱۵                  | سهیلا جلودارزاده        |            | کارگزاران     |
| ۱۶                  | سید محمود دعایی         |            | روحانیت مبارز |
| ۱۷                  | عبدالله نوری            |            | خط امام       |
| ۱۸                  | منیره نوبخت             |            | روحانیت مبارز |
| ۱۹                  | سید رضا اکرمی           |            | روحانیت مبارز |
| ۲۰                  | ابوالقاسم سرحدی‌زاده     |            | خط امام       |
| ۲۱                  | محمدجواد لاریجانی       |            | روحانیت مبارز |
| ۲۲                  | علیرضا محجوب            |            | کارگزاران     |
| ۲۳                  | موسی زرگر               |            | روحانیت مبارز |
| ۲۴                  | مجید انصاری             |            | خط امام       |
| ۲۵                  | داود دانش‌جعفری          |            | روحانیت مبارز |
| ۲۶                  | سید مرتضی نبوی          |            | روحانیت مبارز |
| ۲۷                  | فاطمه رمضان‌زاده         |            | کارگزاران     |
| ۲۸                  | سید رضا تقوی            |            | روحانیت مبارز |
| ۲۹                  | علی موحدی ساوجی         |            | روحانیت مبارز |
| ۳۰                  | سید شهاب‌الدین صدر       |            | روحانیت مبارز |

| ر | نماینده                | فهرست اصلی | فهرست اصلی    |
| - | ---------------------- | ---------- | ------------- |
| ۱ | علی عباسپور طهرانی فرد |            | روحانیت مبارز |

| ر | نماینده     | فهرست اصلی | فهرست اصلی |
| - | ----------- | ---------- | ---------- |
| ۱ | فاطمه کروبی |            | خط امام    |

### مجلس ششم
| ر                   | نماینده               | فهرست اصلی | فهرست اصلی     |
| ------------------- | --------------------- | ---------- | -------------- |
| ↓ منتخبان دور اول ↓ |                       |            |                |
| ۱                   | سید محمدرضا خاتمی     |            | جبهه مشارکت    |
| ۲                   | جمیله کدیور           |            | جبهه مشارکت    |
| ۳                   | علیرضا نوری           |            | جبهه مشارکت    |
| ۴                   | سید هادی خامنه‌ای      |            | روحانیون مبارز |
| ۵                   | محسن آرمین            |            | جبهه مشارکت    |
| ۶                   | سهیلا جلودارزاده      |            | جبهه مشارکت    |
| ۷                   | مجید انصاری           |            | روحانیون مبارز |
| ۸                   | محسن میردامادی        |            | جبهه مشارکت    |
| ۹                   | بهزاد نبوی            |            | جبهه مشارکت    |
| ۱۰                  | احمد بورقانی          |            | جبهه مشارکت    |
| ۱۱                  | وحیده طالقانی         |            | جبهه مشارکت    |
| ۱۲                  | احمد پورنجاتی         |            | جبهه مشارکت    |
| ۱۳                  | داود سلیمانی          |            | جبهه مشارکت    |
| ۱۴                  | علی‌اکبر موسوی خوئینی  |            | جبهه مشارکت    |
| ۱۵                  | محسن صفایی فراهانی    |            | جبهه مشارکت    |
| ۱۶                  | علی شکوری‌راد          |            | جبهه مشارکت    |
| ۱۷                  | الهه کولایی           |            | جبهه مشارکت    |
| ۱۸                  | ابوالقاسم سرحدی‌زاده   |            | جبهه مشارکت    |
| ۱۹                  | محمدرضا (میثم) سعیدی  |            | جبهه مشارکت    |
| ۲۰                  | اکبر هاشمی رفسنجانی   |            | جبهه پیروان    |
| ۲۱                  | فاطمه حقیقت‌جو         |            | جبهه مشارکت    |
| ۲۲                  | سید شمس‌الدین وهابی    |            | جبهه مشارکت    |
| ۲۳                  | مهدی کروبی            |            | روحانیون مبارز |
| ۲۴                  | بهروز افخمی           |            | جبهه مشارکت    |
| ۲۵                  | محمد نعیمی‌پور         |            | جبهه مشارکت    |
| ۲۶                  | سید محمود دعایی       |            | روحانیون مبارز |
| ۲۷                  | فاطمه راکعی           |            | جبهه مشارکت    |
| ۲۸                  | غلامعلی حداد عادل     |            | جبهه پیروان    |
| ↓ منتخبان دور دوم ↓ |                       |            |                |
| ۲۹                  | الیاس حضرتی           |            | روحانیون مبارز |
| ۳۰                  | سید علی‌اکبر محتشمی‌پور |            | روحانیون مبارز |

| ر | نماینده      | فهرست اصلی | فهرست اصلی     |
| - | ------------ | ---------- | -------------- |
| ۱ | علیرضا محجوب |            | روحانیون مبارز |

### مجلس هفتم
| ر                   | نماینده                | فهرست اصلی | فهرست اصلی        |
| ------------------- | ---------------------- | ---------- | ----------------- |
| ↓ منتخبان دور اول ↓ |                        |            |                   |
| ۱                   | غلامعلی حداد عادل      |            | ائتلاف آبادگران   |
| ۲                   | احمد توکلی             |            | ائتلاف آبادگران   |
| ۳                   | امیررضا خادم           |            | ائتلاف آبادگران   |
| ۴                   | سید مهدی طباطبایی      |            | ائتلاف آبادگران   |
| ۵                   | احمد احمدی             |            | ائتلاف آبادگران   |
| ۶                   | حسین مظفر              |            | ائتلاف آبادگران   |
| ۷                   | سعید ابوطالب           |            | ائتلاف آبادگران   |
| ۸                   | نفیسه فیاض‌بخش          |            | ائتلاف آبادگران   |
| ۹                   | محمد خوش‌چهره           |            | ائتلاف آبادگران   |
| ۱۰                  | عماد افروغ             |            | ائتلاف آبادگران   |
| ۱۱                  | داود دانش‌جعفری         |            | ائتلاف آبادگران   |
| ۱۲                  | علی عباسپور طهرانی فرد |            | ائتلاف آبادگران   |
| ۱۳                  | علیرضا زاکانی          |            | ائتلاف آبادگران   |
| ۱۴                  | لاله افتخاری           |            | ائتلاف آبادگران   |
| ۱۵                  | سید فضل‌الله موسوی      |            | ائتلاف آبادگران   |
| ۱۶                  | فاطمه آلیا             |            | ائتلاف آبادگران   |
| ۱۷                  | حسین نجابت             |            | ائتلاف آبادگران   |
| ۱۸                  | حسین شیخ‌الاسلام        |            | ائتلاف آبادگران   |
| ۱۹                  | الهام امین‌زاده         |            | ائتلاف آبادگران   |
| ۲۰                  | عباسعلی اختری          |            | ائتلاف آبادگران   |
| ۲۱                  | سید علی ریاض           |            | ائتلاف آبادگران   |
| ۲۲                  | فاطمه رهبر             |            | ائتلاف آبادگران   |
| ۲۳                  | الیاس نادران           |            | ائتلاف آبادگران   |
| ۲۴                  | حمیدرضا کاتوزیان       |            | ائتلاف آبادگران   |
| ۲۵                  | پرویز سروری            |            | ائتلاف آبادگران   |
| ۲۶                  | منوچهر متکی            |            | ائتلاف آبادگران   |
| ۲۷                  | مهدی کوچک‌زاده          |            | ائتلاف آبادگران   |
| ۲۸                  | غلامرضا مصباحی‌مقدم     |            | ائتلاف آبادگران   |
| ۲۹                  | حسین فدایی             |            | ائتلاف آبادگران   |
| ↓ منتخبان دور دوم ↓ |                        |            |                   |
| ۳۰                  | علیرضا محجوب           |            | ائتلاف برای ایران |

| ر | نماینده          | فهرست اصلی | فهرست اصلی        |
| - | ---------------- | ---------- | ----------------- |
| ۱ | حسن غفوری‌فرد     |            | ائتلاف آبادگران   |
| ۲ | سهیلا جلودارزاده |            | ائتلاف برای ایران |

### مجلس هشتم
| ر                   | نماینده                | فهرست اصلی | فهرست اصلی        |
| ------------------- | ---------------------- | ---------- | ----------------- |
| ↓ منتخبان دور اول ↓ |                        |            |                   |
| ۱                   | غلامعلی حداد عادل      |            | جبهه متحد         |
| ۲                   | مرتضی آقاتهرانی        |            | جبهه متحد         |
| ۳                   | علی مطهری              |            | جبهه متحد         |
| ۴                   | احمد توکلی             |            | جبهه متحد         |
| ۵                   | حسن غفوری‌فرد           |            | جبهه متحد         |
| ۶                   | محمدرضا باهنر          |            | جبهه متحد         |
| ۷                   | بیژن نوباوه            |            | جبهه متحد         |
| ۸                   | سید شهاب‌الدین صدر      |            | جبهه متحد         |
| ۹                   | سید علیرضا مرندی       |            | جبهه متحد         |
| ۱۰                  | حمیدرضا کاتوزیان       |            | جبهه متحد         |
| ۱۱                  | علی عباسپور طهرانی فرد |            | جبهه متحد         |
| ۱۲                  | محمداسماعیل کوثری      |            | جبهه متحد         |
| ۱۳                  | سید رضا اکرمی          |            | جبهه متحد         |
| ۱۴                  | غلامرضا مصباحی‌مقدم     |            | جبهه متحد         |
| ۱۵                  | فاطمه رهبر             |            | جبهه متحد         |
| ۱۶                  | فاطمه آلیا             |            | جبهه متحد         |
| ۱۷                  | روح‌الله حسینیان        |            | جبهه متحد         |
| ۱۸                  | حسین نجابت             |            | جبهه متحد         |
| ۱۹                  | اسدالله بادامچیان      |            | جبهه متحد         |
| ↓ منتخبان دور دوم ↓ |                        |            |                   |
| ۲۰                  | الیاس نادران           |            | جبهه متحد         |
| ۲۱                  | لاله افتخاری           |            | جبهه متحد         |
| ۲۲                  | مهدی کوچک‌زاده          |            | جبهه متحد         |
| ۲۳                  | علیرضا زاکانی          |            | جبهه متحد         |
| ۲۴                  | علی‌اصغر زارعی          |            | جبهه متحد         |
| ۲۵                  | طیبه صفایی             |            | جبهه متحد         |
| ۲۶                  | پرویز سروری            |            | جبهه متحد         |
| ۲۷                  | حمید رسایی             |            | جبهه متحد         |
| ۲۸                  | حسین فدایی             |            | جبهه متحد         |
| ۲۹                  | زهره الهیان            |            | جبهه متحد         |
| ۳۰                  | علیرضا محجوب           |            | ائتلاف اصلاح‌طلبان |

### مجلس نهم
| ر                   | نماینده                 | فهرست اصلی | فهرست اصلی   |
| ------------------- | ----------------------- | ---------- | ------------ |
| ↓ منتخبان دور اول ↓ |                         |            |              |
| ۱                   | غلامعلی حداد عادل       |            | جبهه متحد    |
| ۲                   | سید علیرضا مرندی        |            | جبهه متحد    |
| ۳                   | سید محمدحسن ابوترابی‌فرد |            | جبهه متحد    |
| ۴                   | مرتضی آقاتهرانی         |            | جبهه پایداری |
| ۵                   | سید مسعود میرکاظمی      |            | جبهه پایداری |
| ↓ منتخبان دور دوم ↓ |                         |            |              |
| ۶                   | بیژن نوباوه             |            | جبهه پایداری |
| ۷                   | محمداسماعیل کوثری       |            | جبهه متحد    |
| ۸                   | احمد توکلی              |            | جبهه متحد    |
| ۹                   | علی مطهری               |            | صدای ملت     |
| ۱۰                  | سید محمود نبویان        |            | جبهه پایداری |
| ۱۱                  | سید مهدی هاشمی          |            | جبهه پایداری |
| ۱۲                  | محمدرضا باهنر           |            | جبهه متحد    |
| ۱۳                  | علی‌اصغر زارعی           |            | جبهه پایداری |
| ۱۴                  | فاطمه رهبر              |            | جبهه متحد    |
| ۱۵                  | علیرضا زاکانی           |            | جبهه متحد    |
| ۱۶                  | زهره طبیب‌زاده نوری      |            | جبهه متحد    |
| ۱۷                  | روح‌الله حسینیان         |            | جبهه پایداری |
| ۱۸                  | حسین مظفر               |            | جبهه متحد    |
| ۱۹                  | فاطمه آلیا              |            | جبهه پایداری |
| ۲۰                  | مهدی کوچک‌زاده           |            | جبهه پایداری |
| ۲۱                  | غلامرضا مصباحی‌مقدم      |            | جبهه متحد    |
| ۲۲                  | لاله افتخاری            |            | جبهه متحد    |
| ۲۳                  | محمد سلیمانی            |            | جبهه پایداری |
| ۲۴                  | حمید رسایی              |            | جبهه پایداری |
| ۲۵                  | مجتبی رحماندوست         |            | جبهه متحد    |
| ۲۶                  | مهرداد بذرپاش           |            | جبهه متحد    |
| ۲۷                  | حسین طلا                |            | جبهه پایداری |
| ۲۸                  | الیاس نادران            |            | جبهه متحد    |
| ۲۹                  | علیرضا محجوب            |            | صدای ملت     |
| ۳۰                  | حسین نجابت              |            | جبهه متحد    |

### مجلس دهم
| ر  | نماینده               | فهرست اصلی | فهرست اصلی |
| -- | --------------------- | ---------- | ---------- |
| ۱  | محمدرضا عارف          |            | لیست امید  |
| ۲  | علی مطهری             |            | لیست امید  |
| ۳  | سهیلا جلودارزاده      |            | لیست امید  |
| ۴  | علیرضا محجوب          |            | لیست امید  |
| ۵  | الیاس حضرتی           |            | لیست امید  |
| ۶  | کاظم جلالی            |            | لیست امید  |
| ۷  | فریده اولادقباد       |            | لیست امید  |
| ۸  | محمدرضا بادامچی       |            | لیست امید  |
| ۹  | مصطفی کواکبیان        |            | لیست امید  |
| ۱۰ | سیده فاطمه حسینی      |            | لیست امید  |
| ۱۱ | ابوالفضل سروش         |            | لیست امید  |
| ۱۲ | پروانه سلحشوری        |            | لیست امید  |
| ۱۳ | غلامرضا حیدری         |            | لیست امید  |
| ۱۴ | فاطمه سعیدی           |            | لیست امید  |
| ۱۵ | مهدی شیخ              |            | لیست امید  |
| ۱۶ | علی نوبخت حقیقی       |            | لیست امید  |
| ۱۷ | محمود صادقی           |            | لیست امید  |
| ۱۸ | محمدعلی وکیلی         |            | لیست امید  |
| ۱۹ | پروانه مافی           |            | لیست امید  |
| ۲۰ | بهروز نعمتی           |            | لیست امید  |
| ۲۱ | سیده فاطمه ذوالقدر    |            | لیست امید  |
| ۲۲ | محمدجواد فتحی         |            | لیست امید  |
| ۲۳ | طیبه سیاوشی شاه‌عنایتی |            | لیست امید  |
| ۲۴ | سید فرید موسوی        |            | لیست امید  |
| ۲۵ | احمد مازنی            |            | لیست امید  |
| ۲۶ | محسن علیجانی زمانی    |            | لیست امید  |
| ۲۷ | داوود محمدی           |            | لیست امید  |
| ۲۸ | محمدرضا نجفی          |            | لیست امید  |
| ۲۹ | علیرضا رحیمی          |            | لیست امید  |
| ۳۰ | عبدالرضا هاشم‌زائی     |            | لیست امید  |

### مجلس یازدهم
| ر  | نماینده                 | فهرست اصلی | فهرست اصلی |
| -- | ----------------------- | ---------- | ---------- |
| ۱  | محمدباقر قالیباف        |            | لیست وحدت  |
| ۲  | سید مصطفی میرسلیم       |            | لیست وحدت  |
| ۳  | مرتضی آقاتهرانی         |            | لیست وحدت  |
| ۴  | الیاس نادران            |            | لیست وحدت  |
| ۵  | سید محسن دهنوی          |            | لیست وحدت  |
| ۶  | سید محمود نبویان        |            | لیست وحدت  |
| ۷  | سید احسان خاندوزی       |            | لیست وحدت  |
| ۸  | اقبال شاکری             |            | لیست وحدت  |
| ۹  | ابوالفضل عمویی          |            | لیست وحدت  |
| ۱۰ | بیژن نوباوه             |            | لیست وحدت  |
| ۱۱ | مجتبی توانگر            |            | لیست وحدت  |
| ۱۲ | فاطمه رهبر              |            | لیست وحدت  |
| ۱۳ | محسن پیرهادی            |            | لیست وحدت  |
| ۱۴ | روح‌الله ایزدخواه        |            | لیست وحدت  |
| ۱۵ | احمد نادری              |            | لیست وحدت  |
| ۱۶ | عبدالحسین روح‌الامینی    |            | لیست وحدت  |
| ۱۷ | سید نظام‌الدین موسوی     |            | لیست وحدت  |
| ۱۸ | زهره الهیان             |            | لیست وحدت  |
| ۱۹ | مالک شریعتی             |            | لیست وحدت  |
| ۲۰ | مهدی شریفیان            |            | لیست وحدت  |
| ۲۱ | سید رضا تقوی            |            | لیست وحدت  |
| ۲۲ | سمیه رفیعی              |            | لیست وحدت  |
| ۲۳ | سید علی یزدی‌خواه        |            | لیست وحدت  |
| ۲۴ | علی خضریان              |            | لیست وحدت  |
| ۲۵ | رضا تقی‌پور              |            | لیست وحدت  |
| ۲۶ | فاطمه قاسم‌پور           |            | لیست وحدت  |
| ۲۷ | مجتبی رضاخواه           |            | لیست وحدت  |
| ۲۸ | زهره سادات لاجوردی      |            | لیست وحدت  |
| ۲۹ | غلامحسین رضوانی         |            | لیست وحدت  |
| ۳۰ | عزت‌الله اکبری تالارپشتی |            | لیست وحدت  |

| ر | نماینده           | فهرست اصلی | فهرست اصلی |
| - | ----------------- | ---------- | ---------- |
| ۱ | محمداسماعیل کوثری |            | لیست وحدت  |

## یادداشت
1. ↑  استعفا در ۳ شهریور ۱۴۰۰، به علت انتخاب بعنوان وزیر اقتصاد.
2. ↑  قبل از آغاز دوره درگذشت.

## پی‌نوشت و منبع
1. ↑  «نتایج سرشماری عمومی نفوس و مسکن ۱۳۹۰، جمعیت شهرستان‌های کشور» (PDF). درگاه ملی آمار. بایگانی‌شده از اصلی (PDF) در ۱۱ مارس ۲۰۱۳. دریافت‌شده در ۱ شهریور ۱۳۹۰.
2. ↑  «جدول مصوب ۱۳۵۸ شورای انقلاب». پایگاه اطلاعاتی قوانین و مقررات کشور. بایگانی‌شده از اصلی در ۲۳ ژوئیه ۲۰۱۵. دریافت‌شده در ۲۳ ژوئیه ۲۰۱۵.
3. ↑  «قانون تعیین محدوده حوزه‌های انتخاباتی مجلس شورای اسلامی». مرکز پژوهش‌های مجلس شورای اسلامی. بایگانی‌شده از اصلی در ۱۶ اکتبر ۲۰۱۵. دریافت‌شده در ۲۳ ژوئیه ۲۰۱۵.
4. ↑  «قانون اصلاح جدول حوزه‌های انتخابیه». مرکز پژوهش‌های مجلس شورای اسلامی. بایگانی‌شده از اصلی در ۲۳ ژوئیه ۲۰۱۵. دریافت‌شده در ۲۳ ژوئیه ۲۰۱۵.
5. ↑  «قانون اصلاح جدول حوزه‌های انتخابیه مجلس شورای اسلامی و تعداد نمایندگان آنها». مرکز پژوهش‌های مجلس شورای اسلامی. بایگانی‌شده از اصلی در ۲۳ ژوئیه ۲۰۱۵. دریافت‌شده در ۲۳ ژوئیه ۲۰۱۵.
6. ↑  این شهرستان در سرشماری سال ۱۳۹۰ از تابعه‌های بخش مرکزی شهر تهران بوده است

- «جدول حوزه‌های انتخابیه در انتخابات نهمین دورهٔ مجلس شورای اسلامی» (PDF). مرکز پژوهش و سنجش افکار صدا و سیما. بایگانی‌شده از اصلی (PDF) در ۵ اکتبر ۲۰۱۸. دریافت‌شده در ۲۳ ژوئیه ۲۰۱۵.